# Salomon Nirisarike
Salomon Nirisarike, né le 20 mars 1993 à Gisenyi au Rwanda, est un footballeur rwandais. Il évolue actuellement à l'AFC Tubize comme défenseur.